# ActiveSync

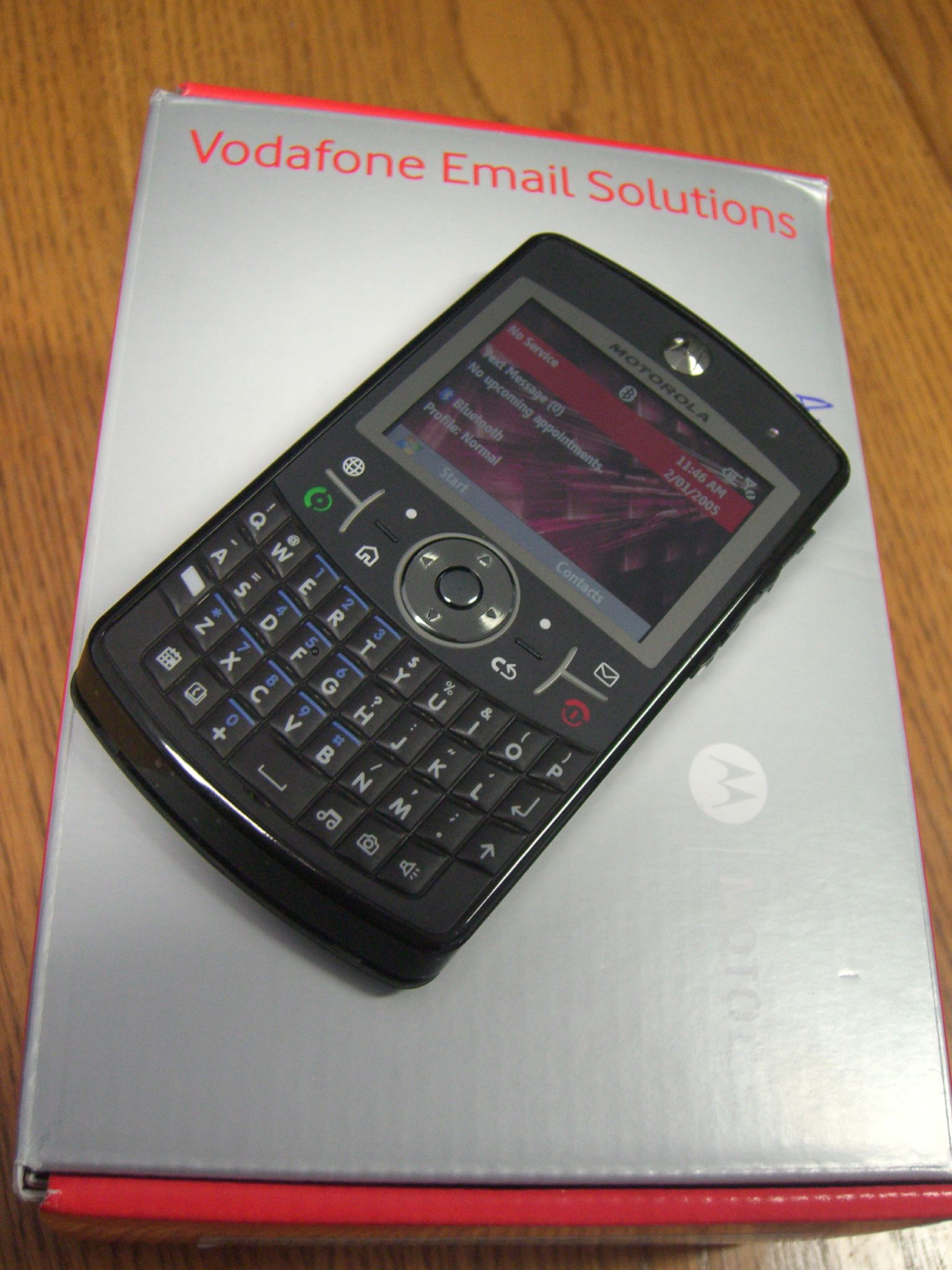
O Moto Q9h usa este recurso.

O ActiveSync é uma aplicação de sincronização de dados com computadores baseados no Windows e com o Microsoft Outlook de forma imediata. O ActiveSync actua como porta de ligação entre o computador baseado no Windows e o dispositivo baseado no Windows Mobile, permitindo a transferência da informação do Outlook, dos documentos do Office, de imagens, música, vídeos e aplicações para o dispositivo e a partir do mesmo.

Além da sincronização com um computador de secretária, o ActiveSync permite a sincronização directamente com o Microsoft Exchange Server 2003, de forma a possibilitar a actualização sem fios das mensagens de correio electrónico, dos dados da agenda, bem como das tarefas e das informações dos contactos, quando o utilizador não está perto do computador.
Durante o processo de sincronização, alguns tipos de ficheiro são convertidos para formatos compativéis com o Windows Mobile ou Windows, dependendo da direcção de sincronização.